# El dolor de amar
El dolor de amar é uma telenovela mexicana, produzida pela Televisa e exibida em 1966 pelo Telesistema Mexicano.

## Elenco
- Elvira Quintana
- Patricia Morán
- Augusto Benedico
- Mercedes Pascual